# Appias
Appias is een geslacht van vlinders uit de familie van de witjes (Pieridae). De naam Appias werd in 1819 voorgesteld door Jacob Hübner. De omgrenzing van het geslacht is nog onduidelijk. Volgens Niklas Wahlberg (2014: 648) zouden mogelijk het geslacht Saletara Distant, 1885 en de monotypische geslachten Aoa De Nicéville, 1898 en Udaiana Distant, 1885 (= Phrissura Butler, 1870) in dit geslacht moeten worden opgenomen om te voorkomen dat het parafyletisch is. Andere auteurs plaatsen juist de soorten die voorkomen in Afrika en de Nieuwe Wereld in het aparte geslacht Glutophrissa Butler, 1887.

## Soorten
- Appias ada (Stoll, 1781)
- Appias albina (Boisduval, 1836)
- Appias athama (Blanchard, 1848)
- Appias aurosa Yata, Chainey & Vane-Wright, 2010
- Appias cardena (Hewitson, 1861)
- Appias celestina (Boisduval, 1832)
- Appias clementina (C. Felder, 1860)
- Appias dolorosa Fruhstorfer, 1910
- Appias drusilla (Cramer, 1777)
- Appias epaphia (Cramer, 1779)
- Appias galba (Wallace, 1867)
- Appias galene (C. & R. Felder, 1865)
- Appias hero Fabricius, 1793
- Appias hombroni (Lucas, 1852)
- Appias indra (Moore, 1857)
- Appias ithome (C. & R. Felder, 1859)
- Appias lalage (Doubleday, 1842)
- Appias lalassis Grose-Smith, 1887
- Appias lasti (Grose-Smith, 1889)
- Appias libythea (Fabricius, 1775)
- Appias lyncida (Cramer, 1777)
- Appias maria (Semper, 1875)
- Appias mariana Yata, Chainey & Vane-Wright, 2010
- Appias mata Kheil, 1884
- Appias melania (Fabricius, 1775)
- Appias nephele (Hewitson, 1861)
- Appias nero (Fabricius, 1793)
- Appias nupta (Fruhstorfer, 1897)
- Appias olferna Swinhoe, 1890
- Appias pandione (Geyer, 1832)
- Appias paulina (Cramer, 1777)
- Appias perlucens (Butler, 1898)
- Appias phaola (Doubleday, 1847)
- Appias phoebe (C. & R. Felder, 1861)
- Appias placidia (Stoll, 1790)
- Appias punctifera D'Almeida, 1935
- Appias remedios Schröder & Treadaway, 1980
- Appias sabina (C. & R. Felder, 1865)
- Appias sylvia (Fabricius, 1775)
- Appias urania (Wallace, 1867)
- Appias waltraudae H. Schröder, 1977
- Appias wardii (Moore, 1884)
- Appias zarinda (Boisduval, 1836)